# David Nelson (Musiker)

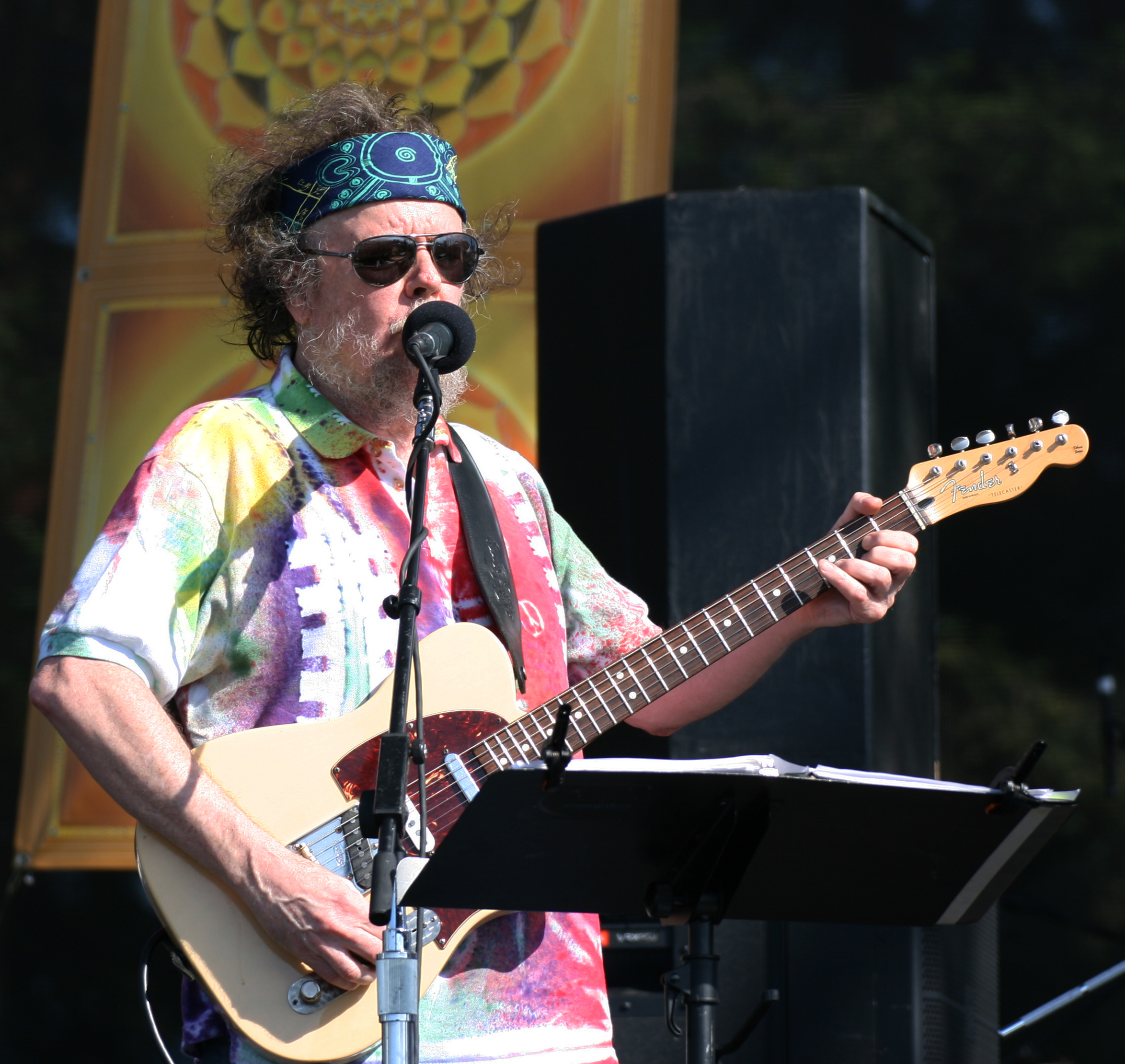
David Nelson

David Nelson (* 12. Juni 1943) ist ein US-amerikanischer Rockmusiker, Sänger und -Gitarrist, der vor allem als Mitglied der New Riders of the Purple Sage und später als Frontman der David Nelson Band bekannt wurde.
Nelsons Musikkarriere begann Anfang der 1960er-Jahre, als er in diversen Bands der Folkszene San Franciscos spielte, unter anderem zusammen mit Jerry García und Robert Hunter bei den Wildwood Boys und bei Mother McCree’s Uptown Jug Champions. 1969 und '70 spielte er als Gastmusiker auf den Grateful-Dead-Klassikern Aoxomoxoa, American Beauty und Workingman’s Dead und gründete zusammen mit Garcia und John Dawson die Countryrock-Band The New Riders of the Purple Sage. Bis 1982 spielte Nelson auf jedem ihrer Alben und übernahm 1973 sogar den Leadgesang auf Panama Red, dem größten Hit der New Riders. Nebenbei hatte er sich in den 1970er-Jahren der Bluegrass-Band von Frank Wakefield, The Good Old Boys, angeschlossen, mit der er 1976 das von Jerry Garcia produzierte Album Pistol Packin' Mama aufnahm.
In den 80er Jahren verfolgte Nelson wieder Bluegrass-Projekte mit Frank Wakefield und tourte mit einigen  Zydeco-Bands. 1987 begleitete er Jerry Garcia auf dessen Live-Album Almost Acoustic. Zusammen mit Tom Constanten trat Nelson 1993 mit den Grateful-Dead-nahen Dead Ringers auf der Bühne und auf Platte in Erscheinung.
1995 schließlich gründete Nelson seine eigene Band, die David Nelson Band, die mit ihrem Country- und Folkrock bis heute unermüdlich tourt und drei Alben (Limited Edition, 1995;  Keeper of the Key, 1996; Visions under the Moon, 1999) sowie ein Video (High Adventures in Japan, 2000) veröffentlicht hat.
Neben seinen Aktivitäten bei der David Nelson Band nahm Nelson 2005/2006 an einer ausgedehnten Revival-Tournee der New Riders of the Purple Sage teil.